# نسیم رجب
نسیم رجب (۸ اوت سال ۱۹۳۵ گذر میرزاپولاد سمرقند) با نام کامل نسیم پیرمحمدویچ رجب‌اف نویسنده، و عضو انجمن‌های نویسندگان (۱۹۹۰) و روزنامه‌نگاران تاجیکستان (۱۹۷۲) است. وی مؤلف نزدیک به ۱۰۰ قصه و حکایت به زبان فارسی تاجیکی است.
وی جوایز بهترین فرد فرهنگی (اعلاچی) را در زمینه‌های «معارف شوروی» (۱۹۸۵)، «معارف خلق تاجیکستان» (۱۹۷۴)، «فرهنگ تاجیکستان» (۱۹۹۰) و «مطبوعات» (۲۰۰۵) دریافت کرد.

## پیشینه
پس از پایان تحصیل در دانشکده زبان‌شناسی تاجیکی دانشگاه دولتی سمرقند به نام علی‌شیر نوایی (۱۹۶۰) به تاجیکستان آمده به عنوان کارمند ادبی در روزنامه «پیانر تاجیکستان» («انباز» امروزی) مشغول به کار شد.
در همان هنگام تحصیل در دبیرستان اولین شعرهای نسیم رجب در نشریه‌های ادواری ازبکستان و تاجیکستان به چاپ می‌رسید.

## آثار
حکایات و قصه‌های نخستین خود را در مجموعه‌های جمعی «شعله گلخن» (۱۹۶۷)، «دائم‌التَیّار!»(۱۹۷۲)، «چشمه‌سار» (۱۹۹۰)و غیره گرد آورده‌است.
وی مؤلف نزدیک به ۱۰۰ قصه و حکایت و داستان است از جمله «نقار»، «مرگ آهن‌پاره‌غُنداریتان»(۱۹۷۰)، «روزنامه‌ای، که باید نوشته می‌شد»(۱۹۸۷))، «فره، فره، زره»(۱۹۹۰)، «خانه‌ای، که سویش می‌شتابم» (که از جانب شورای ادبیات کودکان و نورسان اتفاق‌های نویسندگان تاجیکستان برای دریافت جایزه دولتی به نام ا. رودکی معرفی گردیده بود (۱۹۹۳)، قصه «وقتی که تئاتر می‌گریست»(۱۹۹۳)، «عشق دختر یهودی»(۱۹۹۵)، «مژده‌ای، که انتظارش نبود»(۱۹۹۶)و غیره.